# Antonin Scalia
Antonin Gregory Scalia (Trenton; 11 de marzo de 1936-Marfa, Texas; 13 de febrero de 2016) fue un jurista estadounidense y Juez Asociado de la Corte Suprema de los Estados Unidos, propuesto en el cargo por el presidente republicano Ronald W. Reagan.
Se le consideraba como uno de los pilares del ala conservadora de la Corte Suprema. En cuanto a materia de interpretación constitucional, se adhería a la doctrina del textualismo y al originalismo, y era crítico acérrimo de la doctrina de la constitución viviente. A diferencia de sus colegas conservadores, como el ex Juez Presidente de los Estados Unidos William Rehnquist o Clarence Thomas, Scalia mantuvo una visión favorable del poder nacional y de un fuerte poder ejecutivo. En este sentido se le podía considerar como un hamiltoniano.

## Biografía
Antonin Scalia nació en Trenton, Nueva Jersey. Su madre, Catherine, nació en Estados Unidos; su padre, S. Eugene, un profesor de lenguas románicas, emigró de Sicilia a la edad de 15 años. Cuando Scalia tenía cinco años, su familia se mudó a Elmhurst en Queens, Ciudad de Nueva York.  Durante aquel período, su padre trabajó en el Brooklyn College de Flatbush, Brooklyn.
Asistió al "Xavier High School", un colegio católico jesuita en Manhattan. Se graduó como primero de su clase summa cum laude con un A.B. de la Universidad de Georgetown en 1957. Estando en Georgetown, también estudió en la Universidad de Friburgo (Suiza) y siguió estudiando Derecho en la Facultad de Derecho de la Escuela de Derecho Harvard, donde colaboró como editor de notas de la Harvard Law Review. Se licenció magna cum laude en 1960 y se convirtió en un Sheldon Fellow de la Universidad de Harvard al año siguiente. El cargo le permitió viajar por Europa entre 1960 y 1961.
El 10 de septiembre de 1960 contrajo matrimonio con Maureen McCarthy, licenciada en inglés del "Radcliffe College".  Juntos tuvieron nueve hijos: Ann Forrest (n. 2 de septiembre de 1961); Eugene, entonces fiscal laboral, exprocurador del Departamento del Trabajo de Estados Unidos; John Francis; Catherine Elisabeth; Mary Clare; Paul David, ordenado sacerdote católico de la diócesis de Arlington en la Iglesia "St. Rita's Catholic Church"; Matthew (graduado de West Point y mayor de la Armada de Estados Unidos que trabaja actualmente como instructor ROTC en la Universidad de Delaware); Christopher James actualmente en la Universidad de Wisconsin); y Margaret Jane, estudiante de la Universidad de Virginia.
A Scalia se le conocía por el sobrenombre de "Nino" y sus colegas se referían a las notas de los casos en que Scalia opinaba como Ninograms. Era amigo de su compañera del ala liberal Ruth Bader Ginsburg, quien tenía en su oficina fotos de ella con Scalia juntos en el Washington Opera y de un viaje a la India.

## Vida pública

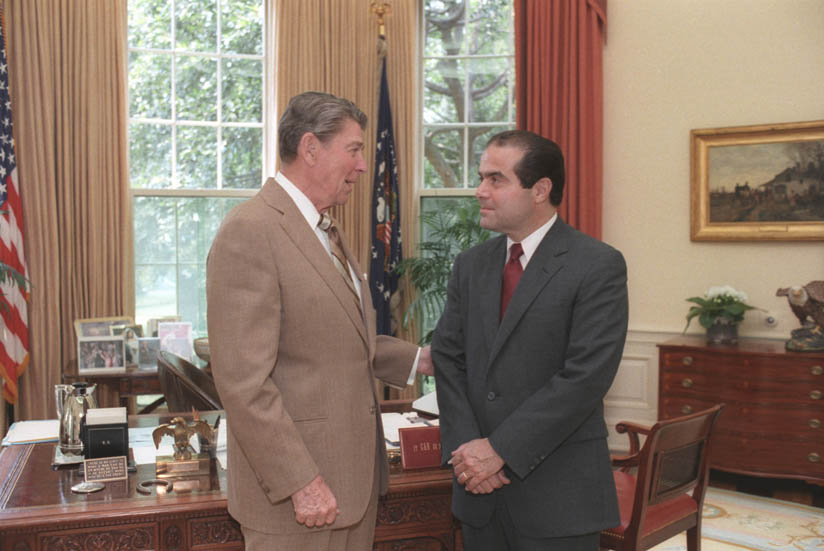
El presidente Ronald Reagan con el juez Antonin Scalia en la Conferencia en la Oficina Oval

Comenzó su carrera legal en el bufete internacional de abogados Jones, Day, Reavis Cockley y en Cleveland (Ohio), donde trabajó de 1961 a 1967. Más tarde declaró que tenía la intención de dedicarse a la academia, por lo que se convirtió en profesor de Derecho de la Universidad de Virginia en 1967.
Después de cuatro años en Charlottesville, entró en el servicio público en 1971. El presidente Richard Nixon lo nombró consejero general de la Oficina de Política de Telecomunicaciones, donde una de sus principales tareas fue la formulación de la política federal para el crecimiento de la televisión por cable. Entre 1972 a 1974, fue presidente de la Conferencia Administrativa de Estados Unidos, una pequeña agencia independiente que buscaba mejorar el funcionamiento de la burocracia federal. A mediados de 1974, Nixon lo nombró Secretario de Justicia Auxiliar de la Oficina del Asesor jurídico. Después de la renuncia de Nixon, la nominación fue continuada por el presidente Gerald Ford, por lo que el Senado confirmó a Scalia el 22 de agosto de 1974.
Tras la derrota de Ford por el presidente Jimmy Carter, Scalia trabajó durante varios meses en el American Enterprise Institute. Posteriormente regresó al mundo académico en la Universidad de Chicago, en la Facultad de Derecho de 1977 a 1982, a pesar de que pasó un año como profesor visitante en la Escuela de Derecho de Stanford. En 1981, se convirtió en el primer consejero de la facultad de la Universidad Chicago de la Sociedad Federalista.

### Juez de la Corte Federal de Apelaciones
Cuando Ronald Reagan fue elegido presidente en noviembre de 1980, Scalia esperaba para un puesto importante en la nueva administración. Fue entrevistado para el cargo de procurador general de los Estados Unidos, pero finalmente fue elegido Rex Edwin Lee, para gran decepción de Scalia. Más tarde ese año, Reagan le ofreció Scalia un asiento en el Circuito de DC, que fue aceptado por Scalia quien fue confirmado por el Senado de Estados Unidos el 5 de agosto de 1982 y prestó juramento el 17 de agosto de 1982.
En el Circuito de, Scalia construyó un legado conservador, que le trajo admiración de parte de sectores sociales, por medio de sus escritos se mostró inteligente e, ingenioso, a menudo era crítico de los precedentes de la Corte Suprema, que se sentía obligado a respetar como un juez de los Estados Unidos. Los precedentes de Scalia llamaron la atención de los funcionarios de la administración Reagan, a los que, según el The New York Times, "les gustaba prácticamente todo lo que vieron y... le veían como un prospecto para el Tribunal Supremo". En el año 1985, aunque no había entonces ningún vacante en la Corte, funcionarios de la administración Reagan colocaron a Antonin Scalia en una lista corta con el juez Robert Bork, para ser considerado si un juez dejaba la Corte.
En 1986, el presidente del Tribunal Supremo, Warren Burger, informó a la Casa Blanca de su intención de retirarse. Reagan decidió nombrar al Juez Asociado William Rehnquist para convertirse en presidente del Tribunal Supremo.  Esta elección significó que Reagan también tendría que elegir un candidato para ocupar el asiento del Rehnquist como juez asociado. El procurador general Edwin Meese, aconsejó a Reagan en la elección, pidiendo considerar seriamente solo a Bork y Scalia. Lo que se convertía en tal vez la última oportunidad de Reagan para recoger un juez del Tribunal Supremo; el presidente y sus consejeros eligieron Scalia sobre Bork.  Muchos factores influyeron en esta decisión. Reagan quería nombrar al primer italoestadounidense en la justicia. Además, Scalia era diez años más joven, y probablemente serviría más tiempo en la Corte. Scalia también tenía la ventaja de no tener el rastro de papel de Bork; quien había escrito artículos polémicos sobre los derechos individuales. Scalia fue llamado a la Casa Blanca, y aceptó la nominación de Reagan. Un miembro del comité del Senado, el senador demócrata de Delaware Joe Biden, después declaró que lamentaba no haberse opuesto a la designación de Scalia "porque él era tan eficaz".

## Juez de la Corte Suprema

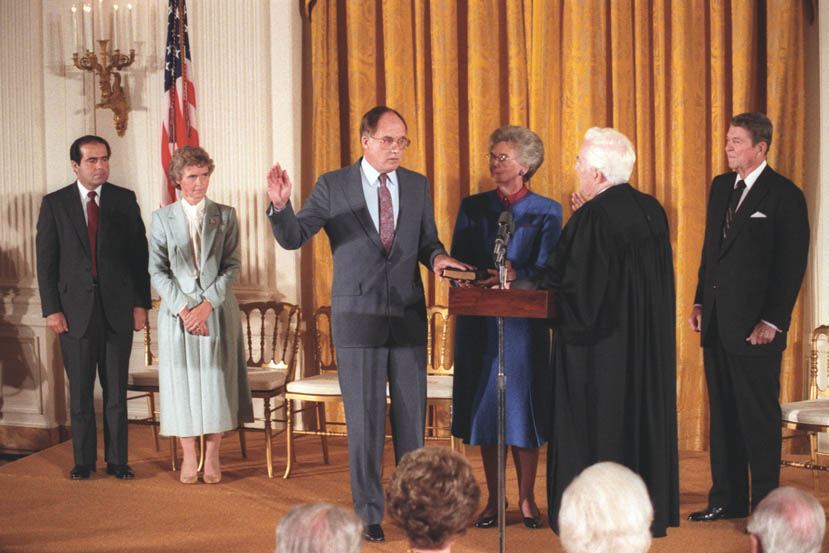
Juez y Sra Scalia (izquierda) y el presidente Reagan (derecha) observan como presidente del Tribunal Supremo, Warren Burger juramenta a William Rehnquist como su sucesor 26 de septiembre de 1986.

Scalia comenzó su carrera judicial en 1982 cuando fue nombrado juez del Circuito de Apelaciones de Washington, D. C. Luego, en 1986, el presidente Ronald W. Reagan lo propuso para el cargo de Juez Asociado de la Corte Suprema tras el ascenso a Juez Presidente de William Rehnquist.
En la corte suprema, Scalia fue una de las principales voces conservadoras. Según él, la Constitución tiene que interpretarse según la intención original de los que la escribieron. Por ello, Scalia solo toma en consideración el texto de la Constitución cuando analiza casos. Junto a Clarence Thomas, se mostró en contra de la extradición de Manuel Antonio Noriega, argumentando que debió admitirse la apelación a la decisión judicial.

Una de las intervenciones cruciales de Scalia sucedió en el año 2000, cuando apoyó que el Tribunal Supremo pusiera fin al recuento de votos del estado de Florida para proclamar presidente al republicano George W. Bush después de una cerrada lucha electoral con el demócrata Al Gore. 
"Ni yo ni mi corte debemos ninguna disculpa por el caso 'Bush versus Gore'. Hicimos lo correcto. ¡Es lo que hay! Supérenlo. Eso ya es muy viejo", dijo en 2007 el magistrado a la periodista Lesley Stahl durante una entrevista.
Calificado como el juez más influyente del último cuarto de siglo, Scalia, según The New York Times fue el “líder del renacimiento conservador intelectual”, además de un férreo defensor del originalismo, teoría jurídica que busca aplicar el entendimiento de aquellos que realizaron y ratificaron la Constitución, señalando que esta última es desde ese momento fija y conocida.

En 2012, el periodista Chris Wallace de Fox News preguntó sobre una eventual jubilación al juez, quien respondió:
"No me gustaría ser reemplazado por alguien que automáticamente vaya a revertir todo lo que he tratado de conseguir". Scalia

## Posiciones políticas

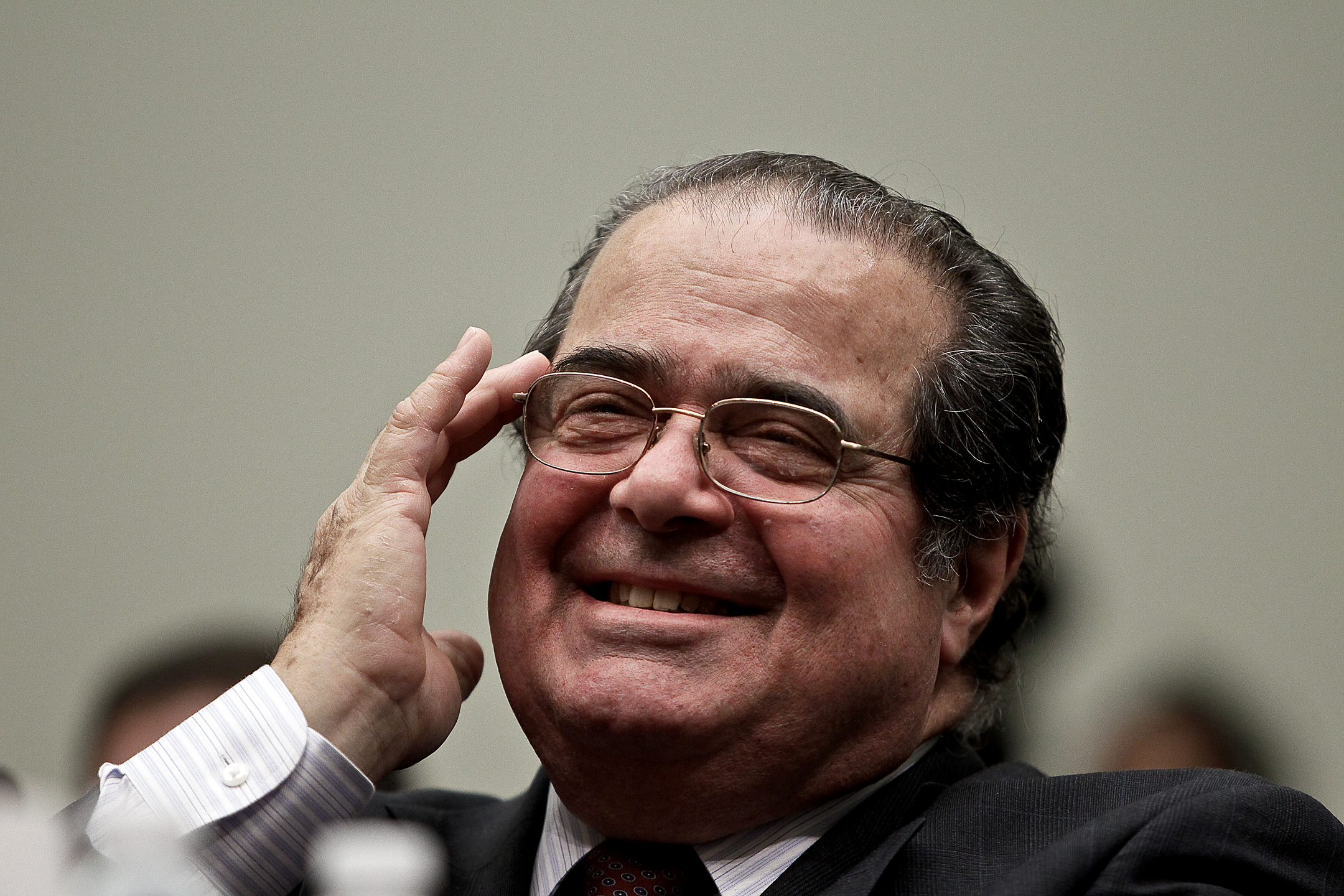
El juez Scalia el 20 de mayo de 2010 en Washington D. C.

### Principios políticos hamiltonianos
En contraste con los conservadores libertarianos, Scalia tenía un punto de vista más positivo sobre los poderes del gobierno. En una conferencia sobre el federalismo en 1982, desafió a los conservadores a que reexaminaran su punto de vista hostil hacia el poder nacional. En una época en que la Presidencia y el Senado estaban en manos republicanas, Scalia sostuvo que una política de acercamiento basada en "no hacer nada" y encaminada a la creación de políticas nacionales era un "autovencimiento" para los propósitos de lograr metas políticas conservadoras. Scalia señalaba a los miembros de la audiencia —como Hamilton hubiera argumentado— "que mantengan en su mente que el gobierno federal no es malo, sino bueno. El truco está en utilizarlo sabiamente”.

### Separación de poderes
En opinión de Scalia, la separación entre los poderes legislativo, ejecutivo y judicial sigue directamente la línea de la Constitución, ya que con ninguna rama se permitía ejercer poderes concedidos a otra rama. En sus primeros días en la Corte, fue autor de una fuerte y solitaria disidencia en 1988 sobre el caso denominado Morrison vs. Olson, en el que la mayoría de la Corte confirmó la ley. Treinta páginas contenía el salvamento de voto de Scalia, quien indicó que la ley era una intromisión injustificada en el poder ejecutivo por parte del legislativo. Advirtió, "Con frecuencia un problema de este tipo vendrá antes de que el tribunal revestido, por así decirlo, con piel de cordero... Pero este lobo viene como un lobo".
El caso de 1989 Mistretta v. Estados Unidos desafió a la Comisión de Sentencias de Estados Unidos, un órgano independiente dentro del poder judicial. El peticionario argumentó que la disposición violaba la separación de poderes, y que las Directrices de Sentencias de los Estados Unidos promulgadas por la Comisión no eran válidos. Ocho jueces se unieron a la opinión mayoritaria escrita por Blackmun, en defensa de las directrices de ésta que afirmaron, era conforme a la constitución. Scalia disintió, indicando que la emisión de las diirectrices era una función de la legislación que el Congreso no podía delegar.

### Originalismo
Esta tesis defiende una aproximación a la Constitución textual y formal basada en la premisa de que el método más riguroso para entender la carta política es el de apegarse estrictamente al sentido que sobre la misma dieron los constituyentes de 1776, como se conocen en Estados Unidos los “Padres fundadores”. Aunque Scalia no fue el precursor de esta corriente, que se remonta a los orígenes de Estados Unidos como nación, sí fue uno de sus más vivaces, populares y exitosos exponentes.
Su apego al originalísimo, que defendió con vehemencia hasta su muerte, lo llevó al extremo de consignar en diferentes salvamentos de votos y decisiones mayoritarias posiciones a favor del derecho a portar armas o a controvertir la decisión que legalizó el matrimonio igualitario argumentando que los estados tienen toda la libertad de prohibir las uniones entre parejas del mismo sexo, ya que esa autonomía es parte fundamental del sistema democrático. Incluso, de manera notoria y pública, afirmó que la Constitución no protege a los ciudadanos contra los tratos crueles e inhumanos, por la sencilla razón de que en la Convención Constituyente de 1787 conceptos como la tortura no tenían ningún contenido judicial o filosófico. Igualmente, acogió al argumento de que los jueces no tienen ninguna competencia para decidir sobre el derecho de las mujeres a interrumpir su embarazo, ya que dicha intervención solo prolonga una angustia política que solamente puede ser resuelta en las urnas.
Así, el juez Scalia durante años lideró un poderoso bloque conservador en la Corte, cuyo poder se acentuó con las dos vacantes que el presidente Bush llenó en el 2005. Este bloque por ejemplo, entre otras cosas, dejó en vilo la reforma de salud de Obama y recientemente dio un duro golpe al activismo contra el cambio climático cuando suspendió, con el voto de Scalia, las medidas de reducción de emisiones de carbono implementadas por el Gobierno Federal.

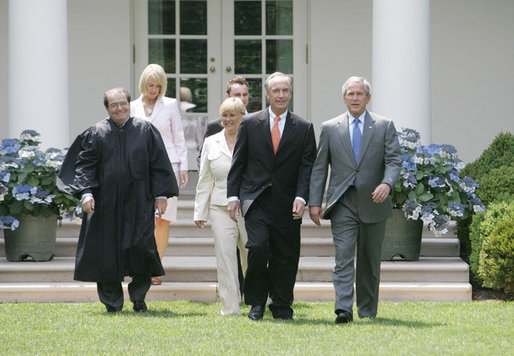
Juez Antonin Scalia en la Casa Blanca junto al entonces presidente de los Estados Unidos George Bush

### Posesión de armas
Scalia defendió la Segunda Enmienda de la Constitución en la Corte. Scalia defendió en 1994 que las personas con antecedentes penales pueden poseer armas después de pasar por prisión, salvo que un Estado se lo prohíba expresamente. En 2008, fue el autor del fallo Distrito de Columbia vs. Heller, que derogó las restricciones al porte de armas y sostuvo que la Segunda Enmienda consagraba la tenencia de armas en EE. UU. como un derecho constitucional. en el Distrito de Columbia. Scalia argumentó que el derecho a ir armado es individual, no colectivo, por lo que el ciudadano no tiene por qué pertenecer a una milicia para portar armas.

### Homosexualidad
Scalia definió el dictamen que en 2015 legalizó el matrimonio entre personas del mismo sexo en Estados Unidos como una amenaza a la democracia estadounidense. El juez Anthony Kennedy había escrito en nombre de la mayoría que "la naturaleza del matrimonio es que, a través de su lazo eterno, dos personas pueden encontrar otras libertades, como la de expresión, intimidad o espiritualidad”, independientemente de su orientación sexual. “¿Quién iba a pensar que la intimidad y la espiritualidad -sea lo que sea que significa esto- fuesen derechos?”, respondió Scalia a través de su opinión individual. “Si la intimidad es una libertad, entonces considero que se ve limitada por el matrimonio, no ampliada. Pregúntenselo a un hippie”. En años anteriores, el magistrado equiparó las leyes que prohíben la sodomía y el asesinato, y también defendió que los ciudadanos rechazasen “la conducta homosexual en sus compañeros de trabajo, los profesores de sus hijos o sus cuidadores” porque, según el juez, “lo ven como una manera de protegerse de un estilo de vida que consideran inmoral y destructivo”.
La amenaza para Scalia no era que las parejas homosexuales puedan casarse como hasta entonces solo podían hacerlo las heterosexuales, sino que el Tribunal Supremo hubiese legislado algo que debería regular cada estado de manera individual. Esta postura se basa en la interpretación más literal de la Constitución estadounidense, el 'originalismo' del que Scalia es defensor máximo, y que establece que el texto no se debe leer según cambie la sociedad, sino sobre la base de los principios que tenían en mente los padres fundadores de la nación. El juez Scalia ha votado sistemáticamente en contra del aborto y de los homosexuales.

### Aborto

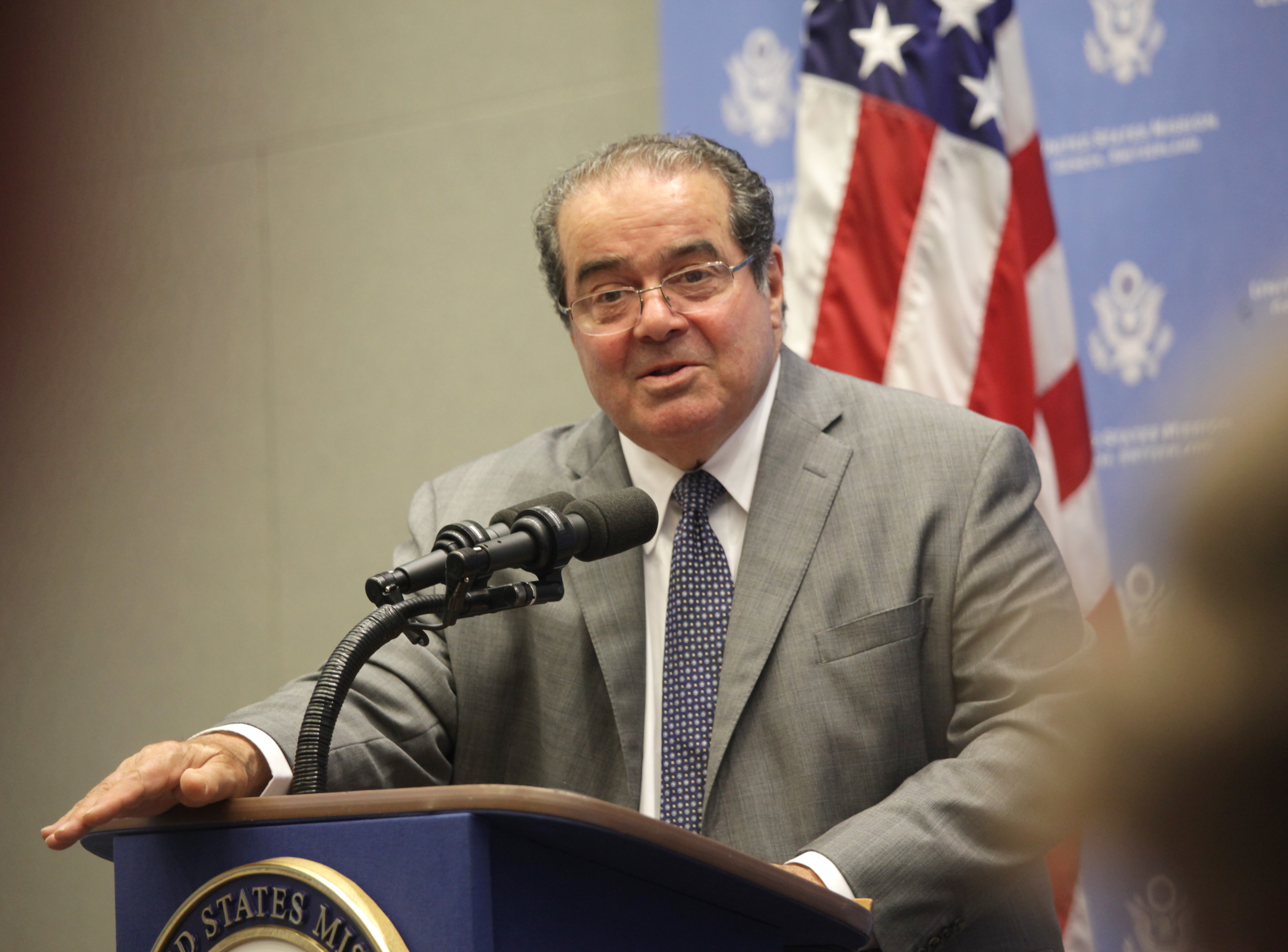
El juez Antonin Scalia durante un discurso en la embajada de EE. UU. en Ginebra.

Scalia argumentó que la aprobación del aborto por parte de la Corte Suprema de los Estados Unidos es antidemocrática. Según el magistrado, los ciudadanos estadounidenses nunca han decidido que un estado no pudiese prohibir el aborto. ¿Cuándo lo han decidido?, se preguntaba, quien afirmaba además que en una democracia, la regla de base es que la gente decida, las personas. "En la democracia liberal que somos, las personas no deciden sobre todo, no deciden sobre libertad de expresión, libertad religiosa, el derecho a portar armas, el derecho a ser juzgado por un jurado, el derecho a ser confrontado por un testigo, etcétera. ¿Quién decreta esas excepciones de la democracia? La gente lo hace, cada una de esas estipulaciones se presentaron al pueblo. Tú puedes quererlo o no, algunos de ellos puede que lo rechacen, pero esa es la regla que la gente siempre ha seguido. La pregunta es si el pueblo alguna vez prohibió que un estado pudiese proscribir el aborto. ¿Dónde?".
Durante 200 años, cada estado ha prohibido el aborto. ¿Cuándo han dicho los estadounidenses “no, un estado no puede hacer eso”? El asunto, sin embargo, decía Scalia, no era si se debía prohibir o no el aborto, sino quién lo decidía. "Si la gente quiere permitir el aborto, está bien, pero son ellos quienes deben decidirlo". Scalia dijo públicamente que la decisión de la Corte en el caso Roe v. Wade, donde se legalizó el aborto, era errónea y que se debía anularse.

### Pena capital
Scalia se mostró a favor de la pena capital bajo el argumento de que deben ser los estadounidenses quienes al final decidan lo que se cree conveniente. "Una y otra vez, el pueblo ha optado por la pena de muerte como castigo para los crímenes más graves. Una y otra vez, este tribunal ha apoyado esa decisión. Y una y otra vez, una minoría de este tribunal ha tratado de sustituir la decisión del pueblo por sus opiniones personales"  "la pena de muerte es 100% efectiva en prevenir que el convicto cometa más crímenes", sostenía Scalia.

## Fallecimiento
Fue hallado muerto el sábado 13 de febrero de 2016 en una habitación del rancho "Cibolo Creek", un complejo de lujo construido en torno a tres fuertes del siglo XIX y famoso entre las estrellas de Hollywood y la realeza europea.

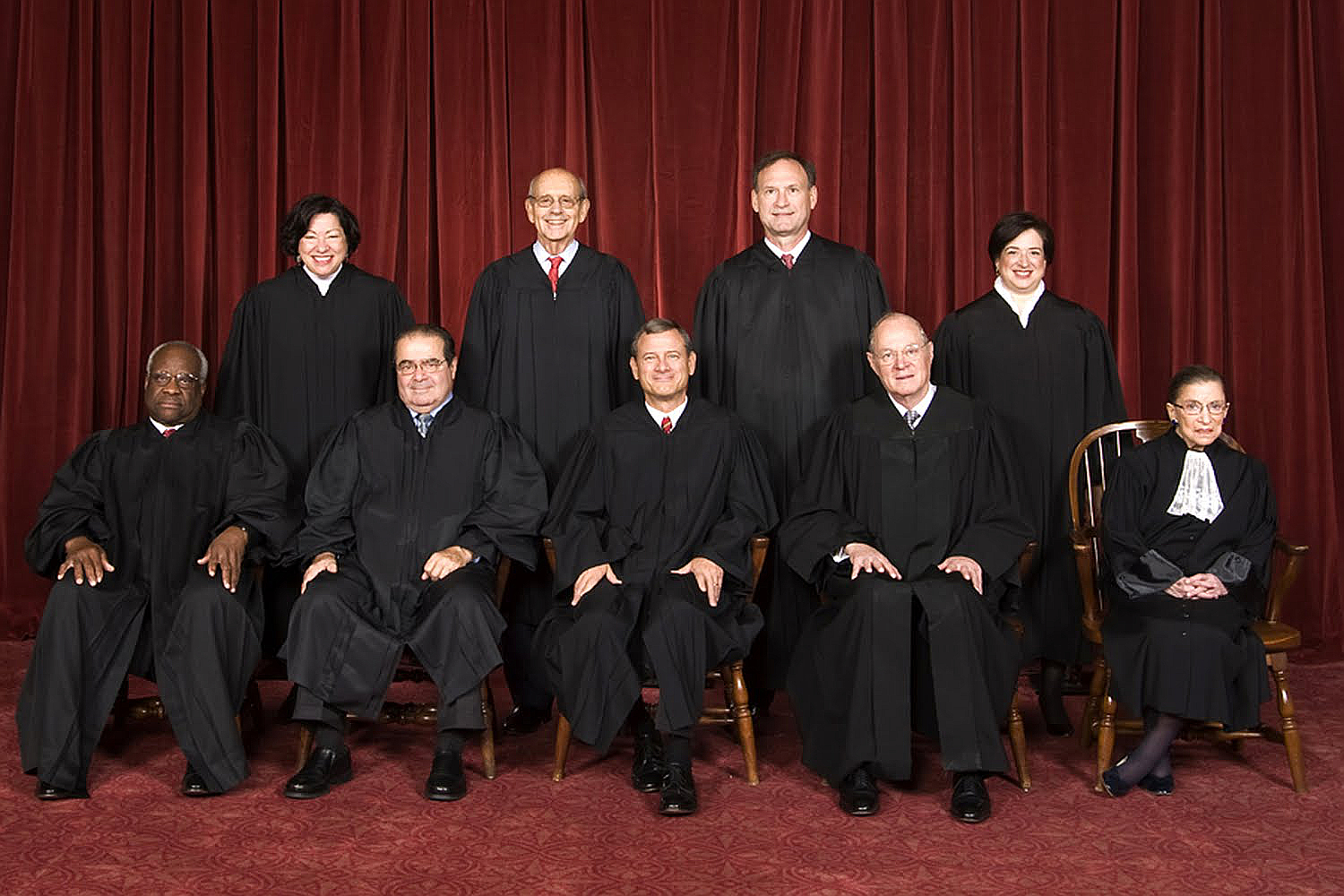
Corte Suprema de los Estados Unidos de América en el año 2010.

El acta de defunción del magistrado de la Corte Suprema Antonin Scalia, que falleció en la víspera a los 79 años, lee que murió de un ataque al corazón. Sin embargo, la jueza del condado texano Presidio que lo declaró muerto lo hizo vía telefónica sin haber tenido acceso a su cuerpo. Tampoco pidió la realización de una autopsia. La jueza de paz Cinderela Guevara relató a WFAA que recibió el sábado una llamada del sheriff Danny Domínguez, quien le informó el deceso del magistrado más antiguo del máximo tribunal de Estados Unidos en el rancho Cibolo Creek. Guevara se encontraba haciendo compras en un pueblo cercano, en Alpine.
"Juez, estoy en el rancho Cibolo Creek. Un juez de la Corte Suprema acaba de morir y necesito a alguien aquí de inmediato. Los dos jueces de paz están fuera del pueblo", dijo Domínguez a Guevara. La llamada se cortó en varias ocasiones, debido a la débil señal telefónica del remoto rancho. Desde la localidad de Alpine, la jueza declaró a Scalia muerto a las 1:52 p. m. Planeaba viajar hasta el rancho, pero un alguacil federal le llamó nuevamente para decirle que no era necesario, dijo Guevara.
La magistrada quiso saber algunos detalles para decidir si pedir o no una autopsia. El alguacil la informó de que el cuerpo no mostraba señales de violencia y que el médico de cabecera del juez Scalia la llamaría. Así lo hizo por la noche, cuando le hizo saber que el magistrado había tenido problemas con un hombro la semana pasada y que padecía de varios males crónicos.

La bandera de los Estados Unidos ondeó a media asta en la fachada de la Corte Suprema, en la capital, Washington, en homenaje por la muerte del juez Antonin Scalia, uno de los jueces más conservadores de esta institución judicial. 
"El juez Scalia dedicó su vida a una piedra angular de nuestra democracia: el Estado de Derecho. Una mente legal brillante, un estilo enérgico, un ingenio incisivo y unas sentencias de colores". Barack Obama 

## Publicaciones
- Scalia, Antonin (1997), Gutmann, Amy , ed,. Una cuestión de Interpretación: Los tribunales federales y la Ley , Princeton NJ: Princeton University Press , ISBN 0-691-00400-5.
- Scalia, Antonin; Garner, Bryan A. (2008), Cómo presentar sus argumentos: El arte de persuadir jueces , St. Paul: Thomson West, ISBN 978-0-314-18471-9.
- Scalia, Antonin; Garner, Bryan A. (2012), Ley de Lectura: La interpretación de los textos legales , St. Paul: Thomson West, ISBN 978-0-314-27555-4.